# Harbin Metro
Die Harbin Metro ist die U-Bahn von Harbin, der Hauptstadt der Provinz Heilongjiang im Nordosten Chinas. Das Netz besteht aus zwei Durchmesserlinien und einer Ringlinie.

## Netz

### Linie 1
Die Linie 1 wurde in zwei Abschnitten in den Jahren 2013 und 2019 eröffnet. Sie verläuft vom Ostbahnhof über das Stadtzentrum nach Süden. Die Strecke wurde vollständig unterirdisch trassiert und ist 26,1 Kilometer lang.

### Linie 2
Von Norden nach Osten verläuft die Linie 2. Im September 2021 wurde die Gesamtstrecke mit 28,7 Kilometer Länge und 19 Stationen eröffnet. Die Linie wurde vollständig unterirdisch trassiert und verbindet den alten Bahnhof Harbin mit dem Nordbahnhof. Das Depot befindet sich nahe der nördlichen Endhaltestelle Jiangbei University Town. Für den Betrieb werden 36 Züge verwendet.

### Linie 3
Die Linie 3 wurde schrittweise von 2017 bis 2024 zu einer Ringlinie ausgebaut. Sie ist nun 37,6 Kilometer lang und hat 36 Stationen. 29 Sechswagenzüge sind im Einsatz.

## Fahrzeuge
Die Metro wird mit Sechswagenzügen des Typs B von CRRC Changchun betrieben. Die Züge bestehen aus Aluminium und sollen für 30 Jahre bei extrem kalten Temperaturen von bis zu −38 °C betriebsbereit bleiben. Vier Wagen eines Zuges sind angetrieben, die Höchstgeschwindigkeit beträgt 80 km/h. Pro Zug können 1888 Fahrgäste befördert werden.